# Salvis Mētra
Salvis Mētra (Saldus, 13 dicembre 1984) è un ex cestista lettone.